# America Oggi (periodico)
America Oggi è stato un quotidiano in lingua italiana edito negli Stati Uniti d'America.

## Storia
Le origini del quotidiano sono da ricercare nello storico giornale in lingua italiana Il progresso italo-americano. Quando nel 1988 Il progresso italo-americano licenziò tutti i dipendenti iscritti ai sindacati una parte di questi decise, con mezzi propri, di dar vita ad un nuovo quotidiano.
America Oggi nacque il 14 novembre del 1988 e nella primavera dell'anno successivo Il progresso italo-americano cessò le pubblicazioni per cui America Oggi rimase come unico quotidiano in lingua italiana negli Stati Uniti.
Nel corso degli anni America Oggi è cresciuto e la proprietà è rimasta a 20 dei soci fondatori tramite Il Gruppo Editoriale Oggi Inc. di Norwood (New Jersey). Andrea Mantineo è il presidente del gruppo editoriale ed il direttore responsabile del quotidiano. Nel 2008 America Oggi ha cambiato sede trasferendosi al 475 Walnut Street a Norwood, New Jersey 07648.
Il 18 giugno 2025 la testata è stata acquistata dal gruppo editoriale de La Voce di New York.

## Diffusione e contenuti
America Oggi è diffuso principalmente nell'area di maggior concentrazione di italo-americani nel nordest degli Stati Uniti da Boston a Philadelphia. L'area di maggior diffusione resta la grande zona metropolitana di New York (New York-Connecticut e New Jersey), dove è distribuito in oltre duemila edicole.
Oltre alla sezione generale dedicata alle notizie dall'Italia e dal mondo il quotidiano dedica ampio spazio alle notizie dagli Stati Uniti e agli avvenimenti della comunità italo-americana. Il sindaco di New York Michael Bloomberg e il governatore dello stato di New York, Andrew Cuomo firmano una rubrica per il quotidiano, così come in passato hanno fatto i loro predecessori Rudolph Giuliani e Mario Cuomo. Nell'edizione domenicale c'è Oggi7, settimanale di approfondimento del quotidiano.
America Oggi ha 40 dipendenti, di cui 18 giornalisti ed ha una diffusione di circa 30 000 copie nei giorni infrasettimanali e di circa 40.000 la domenica (dati 1996 per la diffusione).
Nel maggio del 2022, Al DiGuido, editore e amministratore delegato, ha assorbito la testata fondendola con "America Domani" (North Sixth Group) che ne ha acquistato i diritti: si tratta di una community di media digitali per tutti coloro che hanno un'affinità per la cultura italiana, lanciata entro l'anno.